# Fiesta de los Huevos Pintos
La fiesta los Güevos Pintos (en asturiano) se celebra en las localidades asturianas de Pola de Siero, concejo de Siero, y Sama, concejo de Langreo.

## Características
La fiesta se celebra el martes siguiente al domingo de Pascua. La fiesta consiste en la exposición y venta de huevos pintados de forma artesanal. Los huevos están pintados con dibujos y escenas tradicionales acompañados de símbolos o frases alusorias. Durante todo el día se celebran además espichas, bailes tradicionales, se gastan bromas, se bailan danzas, se hace la subasta del ramo y la fiesta acaba con una verbena nocturna. La sierense fue declarada de Interés Turístico Nacional en 1968.

## Historia
Si bien la costumbre de pintar huevos en Pascua y gastar bromas este día está muy extendida en otros países de Europa (como Francia, Rusia, Inglaterra, Alemania, Grecia y Polonia), es bastante rara en España, con casos puntuales como los Huevos Teñidos en Cañada Rosal en la provincia de Sevilla. También en Cataluña y Valencia se pintan huevos cocidos pero con un color homogéneo. El inicio de la costumbre en Pola de Siero no está datado y llega a nuestros días por tradición oral. Tradicionalmente se pintaban con sarro (hollín de las cocinas), en la actualidad se pintan con anilinas, acuarela y óleo, dependiendo del virtuosismo del artesano.
Aunque el origen de pintar huevos en Pola de Siero es incierto, la tradición se relaciona con la llegada en el siglo XIX de gentes procedentes de otros países de Europa a trabajar en las minas del concejo (dado que fue en Siero donde se descubrieron los primeros yacimientos de hulla en Asturias).